# Alt Empordà
Pour l’article homonyme, voir Empordà (homonymie).
Alt Empordà (en catalan et officiellement : Alt Empordà, en espagnol : Alto Ampurdán, en français parfois Haut-Ampourdan) est l'une des deux comarques qui composent l'Empordà dans la division comarcale de 1936 ; elle se situe dans la province de Gérone, en Catalogne.

## Géographie

### Localisation

Les comarques de Catalogne.
Situation de l'Alt Empordà.

### Carte détaillée

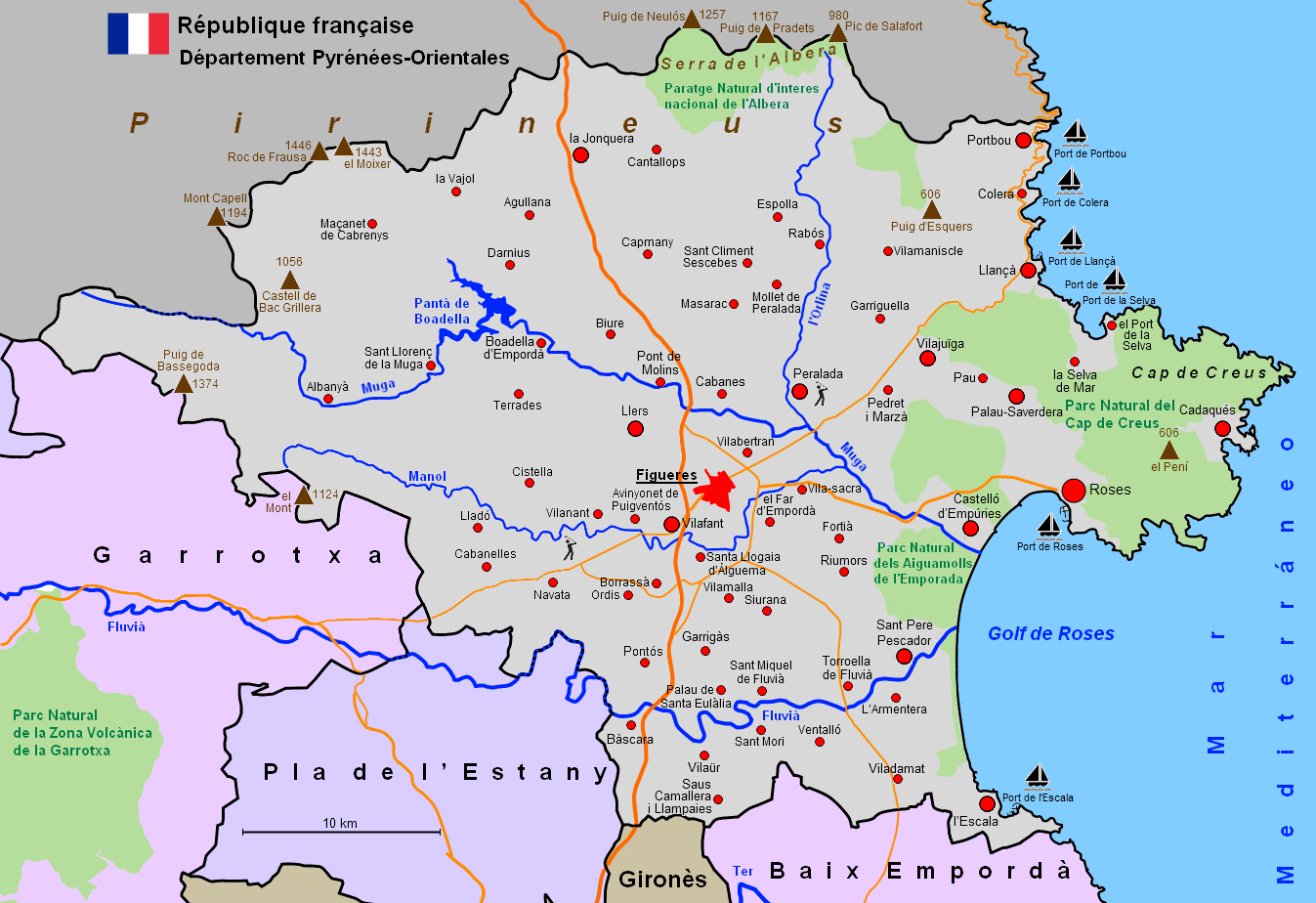
Carte détaillée de l'Alt Empordà.

### Orographie
- Roc de France (en catalan : Roc de Fraussa), 1 421 m.
- Pic de Bassegoda (Puig de Bassegoda), 1 374 m.
- Pic des Salines (Puig de les Pedrisses), 1 331 m.
- Roc du Puits de la Neige (Roc del Pou de la Neu), 1 288 m.
- Pic du Néoulous (Puig Neulós), 1 257 m.
- Pic de Sallfort (Puig de Sallfort), 978 m.

### Hydrographie
Il y a deux fleuves principales, la Muga et la Fluvià.
La Muga est un fleuve tout entière comprise dans la comarque et dont presque tout le bassin versant appartient à l'Alt Empordà. C'est un fleuve court (58 km), mais avec un débit assez fort tout au long de l'année du fait des pluies abondantes, mais comme la plaine est fortement arrosée et l'été sec, le débit a été régularisé grâce au barrage de Darnius-Boadella (ca). La Muga a deux affluents remarquables, le Manol (40 km) et le Llobregat d'Empordà.
La Fluvià traverse l'Alt Empordà après avoir recueilli les eaux abondantes qui tombent dans la comarque voisine de la Garrotxa. Malgré son parcours court (97,2 km) et son petit bassin versant (1 125 km2), c'est un fleuve avec un débit assez important qui permet d'irriguer une partie de la plaine de l'Alt Empordà.

## Liste des communes
1. Agullana
2. Albanyà
3. L'Armentera
4. Avinyonet de Puigventós
5. Bàscara
6. Biure
7. Boadella i les Escaules
8. Borrassà
9. Cabanelles
10. Cabanes
11. Cadaqués
12. Cantallops
13. Capmany
14. Castelló d'Empúries
15. Cistella
16. Colera
17. Darnius
18. L'Escala
19. Espolla
20. El Far d'Empordà
21. Figueres
22. Fortià
23. Garriguella
24. Garrigàs
25. la Jonquera
26. Lladó
27. Llançà
28. Llers
29. Masarac
30. Maçanet de Cabrenys
31. Mollet de Peralada
32. Navata
33. Ordis
34. Palau de Santa Eulàlia
35. Palau-saverdera
36. Pau
37. Pedret i Marzà
38. Peralada
39. Pont de Molins
40. Pontós
41. El Port de la Selva
42. Portbou
43. Rabós
44. Riumors
45. Roses
46. Sant Climent Sescebes
47. Sant Llorenç de la Muga
48. Sant Miquel de Fluvià
49. Sant Mori
50. Sant Pere Pescador
51. Santa Llogaia d'Àlguema
52. Saus, Camallera i Llampaies
53. La Selva de Mar
54. Siurana
55. Terrades
56. Torroella de Fluvià
57. La Vajol
58. Ventalló
59. Vila-sacra
60. Vilabertran
61. Viladamat
62. Vilafant
63. Vilajuïga
64. Vilamacolum
65. Vilamalla
66. Vilamaniscle
67. Vilanant
68. Vilaür

## Monuments et patrimoine culturel
- Liste des sites mégalithiques de l'Alt Empordà
- Empúries
- Monastère de Sant Pere de Rodes
- Château de Sant Salvador de Verdera
- Monastère de Santa Maria de Vilabertran
- Théâtre-musée Dalí à Figueras
- Cathédrale Sainte-Marie de Castelló d'Empúries (ca)
- Château de Sant Ferran
- Château de Peralada (ca)
- Musée du jouet de Catalogne à Figueras
- Écomusée-Farinière de Castelló d'Empúries
- Citadelle de Roses
- Centre historique de Sant Llorenç de la Muga

À l'initiative de l'homme politique et mécène Josep Rubaudonadeu (ca) (1841-1916), un important travail documentaire photographique fut réalisé durant l'hiver 1888-1889 dans la région de l’Alt Empordà par le photographe Josep Maria Cañellas (1856-1902). Ce travail ethnographique considérable, qui a donné lieu à la réalisation d'un volumineux album, fournit un témoignage unique des conditions de vie dans la région à la fin du XIXe siècle.

## Sites naturels
- Costa Brava
- Parc naturel des Aiguamolls
- Parc naturel du Cap de Creus
- Parc naturel du Montgrí, des Îles Medes et du Baix Ter
- Site naturel d'intérêt national de l'Albera (ca)